# 庄司ゆうこ
庄司 ゆうこ（しょうじ ゆうこ、本名：庄司 祐子（読みは同じ）、1984年2月22日 - ）は、兵庫県神戸市出身の実業家、タレント、女優、元グラビアアイドルである。 株式会社ポジティブスターヨガ代表取締役。GOLD STAR所属。

## 来歴
1984年、兵庫県神戸市生まれ。
2009年、『夜遊びメールバトル 木曜』にて高橋りかとのユニット、『BB☆ハイツ』を結成している。ユニット名は番組内で視聴者から公募。2人とも血液型がB型であり、ファンがたくさん集うようにという意味である。ユニットのキャッチフレーズは「奇跡が産んだ名コンビ」。2009年7月6日のアメブロランキングで、総合2位になった。
自身の26歳の誕生日である、2010年2月22日に初のヘアヌード写真集『February22』を発売した。
- 2010年6月3日にヨガインストラクターの資格取得。
- 2010年9月 株式会社ポジティブスターヨガを設立し、代表取締役に就任。
- 2010年10月 渋谷にヨガ教室を開設。本業のヨガの方に専念するため、2012年4月発売のDVDを以ってグラビアアイドルを卒業した。
- 2018年に結婚し、現在は2児の母[3][4]。

## 経営するヨガ教室の週刊文春報道と反論
2018年3月24日、25日発売の「週刊文春」（2018年5月3日・10日号）内の記事で、林芳正文部科学大臣が公用車で庄司の経営するヨガ店「ポジティブスターヨガ」を利用した ことについて、ヨガ店を「セクシー個室ヨガ」「キャバクラヨガ」、庄司を「元AV女優」と報じた。庄司は24日、自身のブログ およびInstagram を更新。「わたくし庄司ゆうこは元AV女優ではなく、元グラビアです。」「記事の内容はあたかもいかがわしい内容を想像させるもので事実とはまったく違うため断固否定をさせて頂きます」と報道内容を否定し、「ポジティブスターヨガは健全なヨガスタジオであり、これまで真面目にヨガの普及の為に全力で頑張って来ました。にもかかわらず今回の悪意ある報道はお客様へも、インスタクターへも迷惑をかけてしまうことであり、とても不本意で悲しい気持ちです。完全に営業妨害です」と述べた。

## エピソード
- 元『スーパーラッキーレッグス』。美脚に1億円の保険がかけられていたというふれこみだが、『スーパーラッキーレッグス』、『ウルトラスーパーラッキーレッグス』ともに実際には保険金は掛けられていない。
- 「天才ダンサー」と呼ばれている[11]。
- 『夜遊びメールバトル 木曜』では主に進行を務めている。また、番組内でのバトル企画（BB☆バトル）では毎回敗者に様々な罰ゲームが課せられ、その罰ゲームの様子は本番組のみならず他曜日の同番組内の「エール交換」や本人及び高橋りかのブログで紹介されている。

## 趣味・特技
- ヨーガ、カラオケ、バスケットボール、マッサージ

## 出演

### テレビ番組
- おねがい!マスカット（テレビ大阪、テレビ東京系、2008年4月8日-2009年3月）
- 喰いタン（日本テレビ）
- 2ndハウス（テレビ東京）
- キューティーハニー THE LIVE（テレビ東京） - 第7話ゲスト
- 夜王（TBSテレビ）
- オールスター感謝祭（TBSテレビ、2007年9月29日）
- タモリのヒストリーX（フジテレビジョン、2007年9月30日）
- 森田一義アワー 笑っていいとも!（フジテレビジョン）
- 『ぷっ』すま（テレビ朝日）
- 堂本剛の正直しんどい（テレビ朝日）
- 細木数子のこれが本当の話よ!春の六星占術祭（テレビ朝日）
- 開運!なんでも鑑定団（テレビ東京）
- ありえへん∞世界（テレビ東京）
- 元祖!でぶや（テレビ東京）
- アリケン（テレビ東京）
- ガリンペイロex（TOKYO MX）
- スク水温泉（CSエンタ!371）
- ZAK THE QUEEN（CSエンタ!371）
- QVC24時間テレビショッピング（スカパー! 222ch 他）
- 屋台弁護士3（フジテレビ、2009年9月11日）
- ホリさまぁ〜ず（TBSテレビ、2009年09月15日）
- ネオバラエティ祭り・『ぷっ』すま 秋の大豊作SP 、『ぷっ』すまビビリ王人気芸人SP（テレビ朝日、2009年10月6日）
- お願い!ランキング（テレビ朝日、2009年11月19日）
- ジャンクSPORTS（フジテレビ、2009年12月6日、12月13日）
- 恋するビリボー&コスプレ大作戦!（MONDO21、2009年12月11日、12月25日）
- 出番ですよ!「美女の館」 （千葉テレビ、2010年4月18日-）
- Car☆Xs（とちぎテレビ、2010年8月-）
- 2010年旅の総決算! クチコミ＆人気ランキング（テレビ東京、2010年12月27日）

### ラジオ番組
- MORNING CHARGE（ZIP-FM、2010年8月-）

### インターネット
- 深すぎてゴメンナサイ -落語編- -時代劇編- (ひかりTV)
- 見たい!番組研究所 （あっ!とおどろく放送局、2007年10月14日、10月21日、10月28日、11月4日）
- 魂のデモテープ! （あっ!とおどろく放送局、2008年1月-2008年3月）
- エクセラ presents 表参道サンデーカフェ（あっ!とおどろく放送局、2008年1月 - 2008年3月）
- 庄司ゆうこ DVD「濡時間（ヌレドキ）」ダイジェスト （あっ!とおどろく放送局、2008年1月31日配信開始）
- スマイルTIME（あっ!とおどろく放送局、2008年4月-2008年6月）
- 夜遊びメールバトル木曜（あっ!とおどろく放送局、2009年1月8日-12月24日） （12月17日を除く）
- 全国納豆協同組合連合会 納豆オモシロ動画（あっ!とおどろく放送局、2009年3月11日配信開始）
- 庄司ゆうこ DVD「ベリーポジティブ」ダイジェスト （あっ!とおどろく放送局、2009年3月12日配信開始）
- 庄司ゆうこ DVD「LUXU」ダイジェスト （あっ!とおどろく放送局、2009年3月19日配信開始）
- アイパイ★ちゃんねる生放送!!アイドル宴会!?＠よかろう門　（ニコニコ動画 アイパイ★ちゃんねる、2009年3月26日）
- しおりんのお友達空間☆゛（Stickam JAPAN!、2009年8月15日）
- メル・リプレットの占いチャンネル（うらチャン）（Stickam Japan!、 2009年9月26日、2010年2月6日）
- あっ!と生忘年会2009（あっ!とおどろく放送局、2009年12月22日）
- 夜遊びメールバトル木曜（あっ!とおどろく放送局、2010年2月25日、4月8日）
- リアルライブ（2010年06月21日-）
- 夜遊びメールバトル木曜（あっ!とおどろく放送局、2010年7月29日）
- メル・リプレットの占いチャンネル（うらチャン）（Ustream、 2010年9月11日、2011年2月5日）
- カワコレTV　〜女の子たちのカワイイを集めたカワイイコレクション〜 （あっ!とおどろく放送局、2010年9月19日）
- カミナリ調査隊DX（Jiqoo.TV、2010年10月15日）
- エムPの勝手チャンネル（あっ!とおどろく放送局、2010年12月10日）
- 桐野澪の夜更かししよ♪時々ダンディー菊地（あっ!とおどろく放送局、2010年12月10日）
- 庄司ゆうこ・高橋りかの「BB☆ハイツとお正月」（あっ!とおどろく放送局、2011年1月4日）
- 庄司ゆうこ & ヨガっchao!!（DMM.comライブトーク、2011年9月7日）
- 東京艶女(2011年12月)

### DVD

#### イメージビデオ
- 濡時間（ヌレドキ）（2007年12月20日、ゴマブックス）
- ベリー・ポジティブ（2008年6月25日、ビーエムドットスリー）
- LUXU/庄司ゆうこ（2008年9月19日、イーネット・フロンティア）
- ラブ・リミテッド（2009年11月25日、Air control）
- Sweet place（2010年4月23日、竹書房）
- 感じる…カラダ(2010年9月23日、SODクリエイト）
- もっと感じて…（2010年12月17日、イーネット・フロンティア）
- ヌード3D＆2D×庄司ゆうこ 若妻の昼下がり（2011年4月22日、竹書房）
- サーキットの狼GPイメージガール700㎞/h出ちゃうDVD（2011年6月20日、武井企画）
- ATTRACTIVE（2011年11月11日、キングダム）
- SECRET ZONE（2012年1月13日、キングダム）
- BRIGHT（2012年4月13日、キングダム）
- SHINING（2012年6月8日、キングダム）
- 無修正～アメリカ編～～モルディブ編～（2014年5月23日、キングダム）

#### アダルトイメージビデオ
- 第1回もっこりガールズオーディション グラビアアイドルたちのセクシーサバイバル!（2008年5月19日、もっこりテレビ）
- 独占！女の120分 もっこりガールズ給与明細 ♯1 アイドルたちにHな指令出しちゃいました!（2008年7月19日、もっこりテレビ）
- 独占！女の120分 もっこりガールズ給与明細 ♯2 アイドルたちにHな指令出しちゃいました!（2008年8月19日、もっこりテレビ）
- グラビアアイドル15人の露天風呂セクシーサバイバル!伝説のオーディション完全ディレクターズカット4時間（2008年11月22日、もっこりテレビ）
- グラビアアイドルたちの過激ローションバトル! 2（2009年2月19日、もっこりテレビ）
- ポロリ!チラリ!パックリ！もっこりテレビ開局1周年記念作品集グラビアアイドル禁断の過激シーン総集編8時間一挙モロ出し祭り!（2009年7月19日、もっこりテレビ）
- お宝満載!ローション・ガチバトル過激シーン一挙蔵出し4時間総集編（2010年5月19日、もっこりテレビ）
- もっこりテレビ開局2周年記念 グラビアアイドル禁断の○秘映像8時間BEST（2010年7月19日、もっこりテレビ）
- もっこりテレビ傑作選8時間VOL.2（2011年7月19日、もっこりテレビ）
- ポロリ! チラリ! 丸出し! グラビアアイドルの過激映像 8時間スペシャル（2012年8月19日、もっこりテレビ）

### Vシネマ
- IMAGE CINEMA「YINLING OF JOYTOY」24/7masquerade裸の24時間（2008年8月29日、セブンエイト）
- 電脳戦士アキバリオン ※DVD(PPV)専用版（2008年9月26日、ZENピクチャーズ）
- IMAGE CINEMA「YINLING OF JOYTOY」24/7masquerade 裸の24時間 （通常版）（2008年11月28日、セブンエイト）
- ヒロインクロニクルズ ドーラの物語（2009年7月10日、ZENピクチャーズ）
- 聖乙闘士 ヴァルキュリアス・ステラ（2009年12月25日、ZENピクチャーズ）
- レディーサイプレス 前編（2010年5月14日、ZENピクチャーズ）
- レディーサイプレス 後編（2010年6月11日、ZENピクチャーズ）
- ハイクラス HIGHCLASS（2010年12月17日、ビーエムドットスリー）
- 背徳の囁き 美人妻・よろめき堕ちてその果てに…（2011年1月17日、ATTACK ZONE）
- 雑踏の十字架 真夏の陰謀（2011年4月29日、ビーエムドットスリー）
- ヨガエステティシャン由紀子の憂鬱（2011年10月7日、ATTACK ZONE）
- Bloody Apocalypsis 鮮血の黙示録（2012年3月9日、グラッソ）
- 新ナース物語 1話2話だよ〜ん VOL.1（2013年4月22日、メディアスタッフビジョン）
- 新ナース物語 3話だよ〜ん VOL.2（2013年4月22日、メディアスタッフビジョン）

### DVD化されたテレビ番組
- おねがい!マスカット アハハ編（2009年12月2日、ポニーキャニオン）
- おねがい!マスカット ウフフ編（2010年1月6日、ポニーキャニオン）

### 映画
- ギララの逆襲/洞爺湖サミット危機一発
- コスプレ探偵

### 舞台
- 劇団ザ・スクラップスティック「ルルシーヌ街殺人事件」（2009年12月25日-27日、新宿タイニイアリス）

### 書籍
- フライデー（2007年10月12日号、2010年2月26日号）
- FLASH（2010年2月16日号、2010年9月28日号）
- TOKYO1週間
- 週刊現代
- 週刊実話（2010年2月、2010年9月、2011年10月）
- 増刊大衆（2010年3月26日号）
- 週刊大衆（2010年2月22日号）
- アサヒ芸能（2010年3月18日号、2010年9月23日号、2011年1月20日号）
- アサヒ芸能エンタメ!
- 隣の三十路妻
- 金のEX
- FYTTE
- 女性セブン
- DUSH
- BX
- 週刊プレイボーイ（2012年4月2日号）
- 週刊女性
- 週刊大衆臨時増刊（2010年11月9日号）
- 庄司ゆうこのオトコのためのセクシーヨガ（2010年5月28日）
- スキマ時間でキレイになる! ぴったり90秒ヨガ・ノート（2012年12月25日、アルマット）

### 写真集
- 『February22』（2010年2月22日、双葉社）ヘアヌード写真集

### 携帯サイト
- アイドルがイッパイ（アイパイ）
- アイドルDX
- 恵比寿マスカッツ公式サイト

### CM
- スカイチーム（2011年）